# 日本大正村
日本大正村（にほんたいしょうむら）は、岐阜県恵那市明智町にあるレトロテーマパーク（野外博物館）である。

## 特色
1988年（昭和63年）4月、恵那郡明智町の町おこしとして構想・立村された。初代村長は高峰三枝子、1999年（平成11年）に司葉子が二代目村長、2015年（平成27年）には竹下景子が三代目村長に就任した。
特定の敷地内に設けられた施設ではなく、街全体（旧・明知町）として大正時代の雰囲気を保存・再現した店舗、資料館、博物館などが軒を連ねている。郵便局や銀行は実際の窓口業務も行っている。大正浪漫館、日本大正村資料館、大正時代館の3施設に入館するには共通入場券が必要であるが、それ以外の施設での見学は入場料不要。また、村内のレストランおよびコテージは旧明智町などが出資しして設立された第三セクターの大正ロマン株式会社が運営を行なっている。
日本昭和村（岐阜県美濃加茂市）、明治村（愛知県犬山市）と直接の関係は無い。かつては3村で連携は行われていた。

## 歴史
- 1983年（昭和58年）9月25日 - 沢田正春（文芸写真家）と明智町観光協会により構想
- 1984年（昭和59年）5月6日 - 立村式を開催
- 1985年（昭和60年）4月1日- 日本大正村資料館が開館
- 1986年（昭和61年）11月25日 - 日本大正村シンポジウム86を開催
- 1988年（昭和63年）3月29日 - 財団法人設立認可
- 1988年（昭和63年）4月17日 - 日本大正村が開村
- 1989年（平成元年）4月28日 - 大正の館が開館
- 1990年（平成2年）10月11日 - 山本芳翠記念館が開館
- 1991年（平成3年）5月28日 - 小川記念館が開館
- 1991年（平成3年）6月12日 - 大正村明智の森が竣工
- 1992年（平成4年）4月 - 旧三宅家を移築
- 1994年（平成6年）5月7日 - 大正ロマン館が開館
- 2004年（平成16年）5月3日 - 大正時代館が開館
- 2011年（平成23年） - 大正元年から100周年
- 2016年（平成28年） - おもちゃ資料館が閉館し大正ロマン館に統合

## 施設
- 日本大正村役場 - 1906年（明治39年）竣工[2]。木造2階建て。桟瓦葺[2]、寄棟造り。外壁は下見板張りであり、木製の上げ下げ窓を有する[2]。6代目の明智町役場として建設され、1957年（昭和32年）まで役場として使用された[2]。その後は商工会議所や集会所などとして使用され、1984年（昭和59年）に日本大正村の構成施設となった[2]。日本大正村の設立経緯などが展示されており、無料休憩所も兼ねている[2]。2000年（平成12年）には国の登録有形文化財に登録された[3][2]。2015年（平成27年）には恵那市景観重要建造物に指定された[4]。
- 日本大正村資料館 - 西棟は1909年（明治42年）竣工、東棟は1918年（大正7年）竣工[2]。西棟は木造3階建て、東棟は木造3階建て（一部4階）[2]。西棟も東棟も瓦葺[2]。内部には手動のエレベーターを有する[2]。明治期のこの地域では養蚕業が盛んであり、生糸を扱う会社が濃明銀行に発展した[2]。これらの建物は濃明銀行の蔵として建設され[2]、農家から預かったり買い取ったりした繭を収納していた。2棟を合わせて「銀行蔵」と呼ばれる[2]。恵那市指定有形文化財[5]。
- 大正時代館 - 大正天皇や大正時代の庶民の暮らしに関して展示している施設[6]。喫茶店の「カフェー天久」が隣接しており、「カフェー天久」には大正末期から昭和初期に多くの文化人が訪れた[6]。
- 大正ロマン館 - 1994年（平成6年）5月に開館した洋風建築[7]。日本大正村の初代村長である高峰三枝子、日本大正村議会の議長である春日野清隆の記念館である[7]。敷地内にはバラ園があり、毎年6月上旬頃に満開となる[7]。山本芳翠の絵画『裸婦』は国の重要文化財[7]。2020年（令和2年）1月11日から2021年（令和3年）2月14日まで、1階にて「麒麟がくる ぎふ恵那 大河ドラマ館」が開館していた[8]。当初は2021年1月11日までだったが「麒麟がくる」の放送期間変更により延長された。

- 大正村浪漫亭 - 売店・カフェ・レストランを備える複合施設。2016年（平成28年）10月27日にリニューアルオープンした。日本大正村の事務局が置かれている。
- 逓信資料館 - 1875年（明治8年）竣工。木造2階建、土蔵造。旧郵便局の庁舎を利用した郵政・電信に関する資料館。隣接地に明智郵便局がある。
- おもちゃ資料館（閉館） - 東京の骨董市で買い集めたり、各地の収集家から寄贈を受けた大正から昭和初期までのおもちゃ約3,000点の収集の内、一部が随時入れ替えで展示公開されていた。日本大正村の施設としては2016年（平成28年）4月1日閉館[9]。2017年（平成29年）1月には恵那市によって体験型サテライトオフィス「SOZO」に転用された[10]。
- 旧三宅家 - 旗本の明知遠山氏に仕えた三宅家の住居であり[11]、明智町馬木地区にあった[12]。元禄元年（1688年）に5代目の三宅与次郎重正によって母屋が建造されたとされる[11]。近世中期の民家の特徴が残されている[12]。1978年（昭和53年）に明智町指定有形文化財となると、1991年（平成3年）に明智町に寄贈され、1992年（平成4年）春に現在地に復元移築された[11][12]。恵那市指定有形文化財[11][12]。
- 絵画館 - 1877年（明治10年）竣工[13]。小学校、警察所、商工会議所、集会所などとして使用されてきた[13]。現在は展示施設となっている[13]。
- うかれ横丁 - かつて飲み屋が立ち並んでいた路地[14]。道路を跨ぐ渡り廊下のある民家もある[14]。
- 明智駅駅舎 - 木造、平屋建て。1934年（昭和9年）の明知駅（現・明智駅）開業当時に建設されたとされる駅舎。中部の駅100選に選ばれている。
- 司葉子記念館 - 恵那峡などで撮影が行われた映画『青い山脈』の縁で二代目村長に就任した司葉子を顕彰し2021年3月28日に開館[1]。

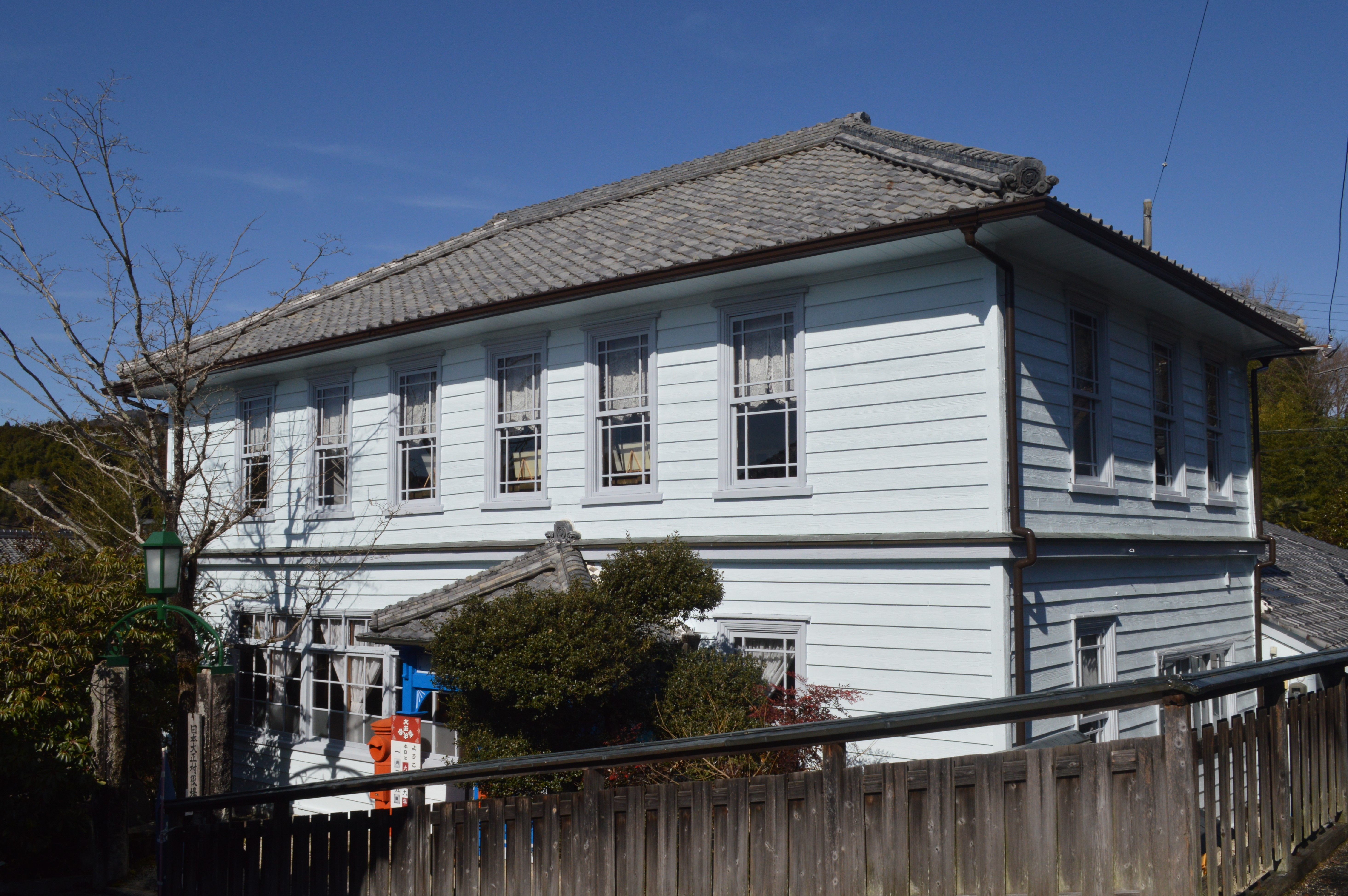
日本大正村役場
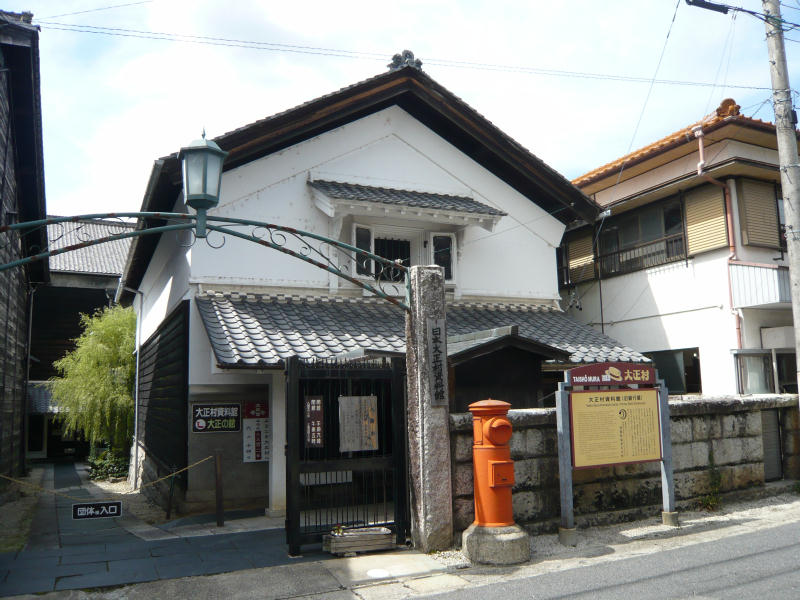
日本大正村資料館
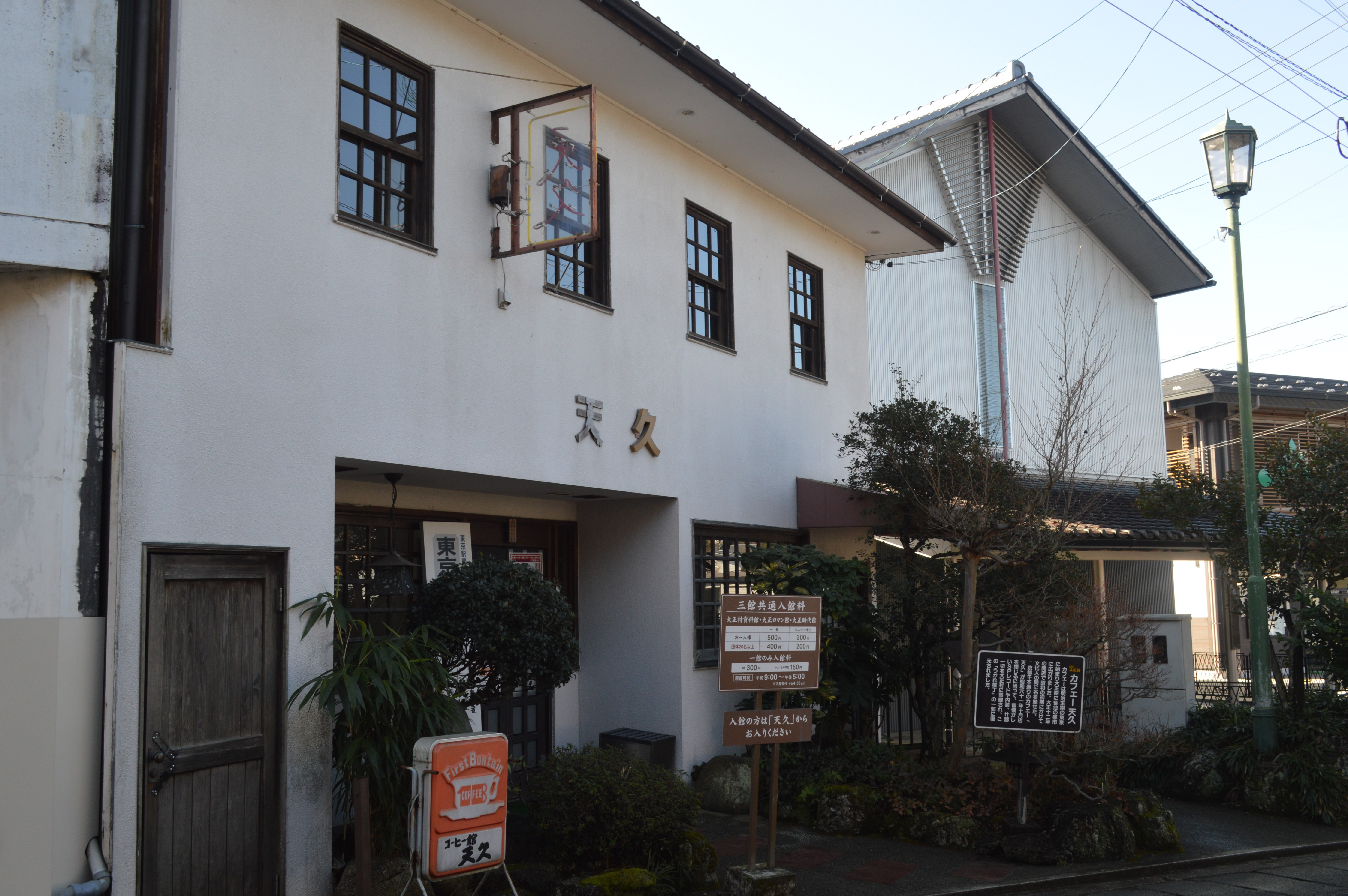
大正時代館
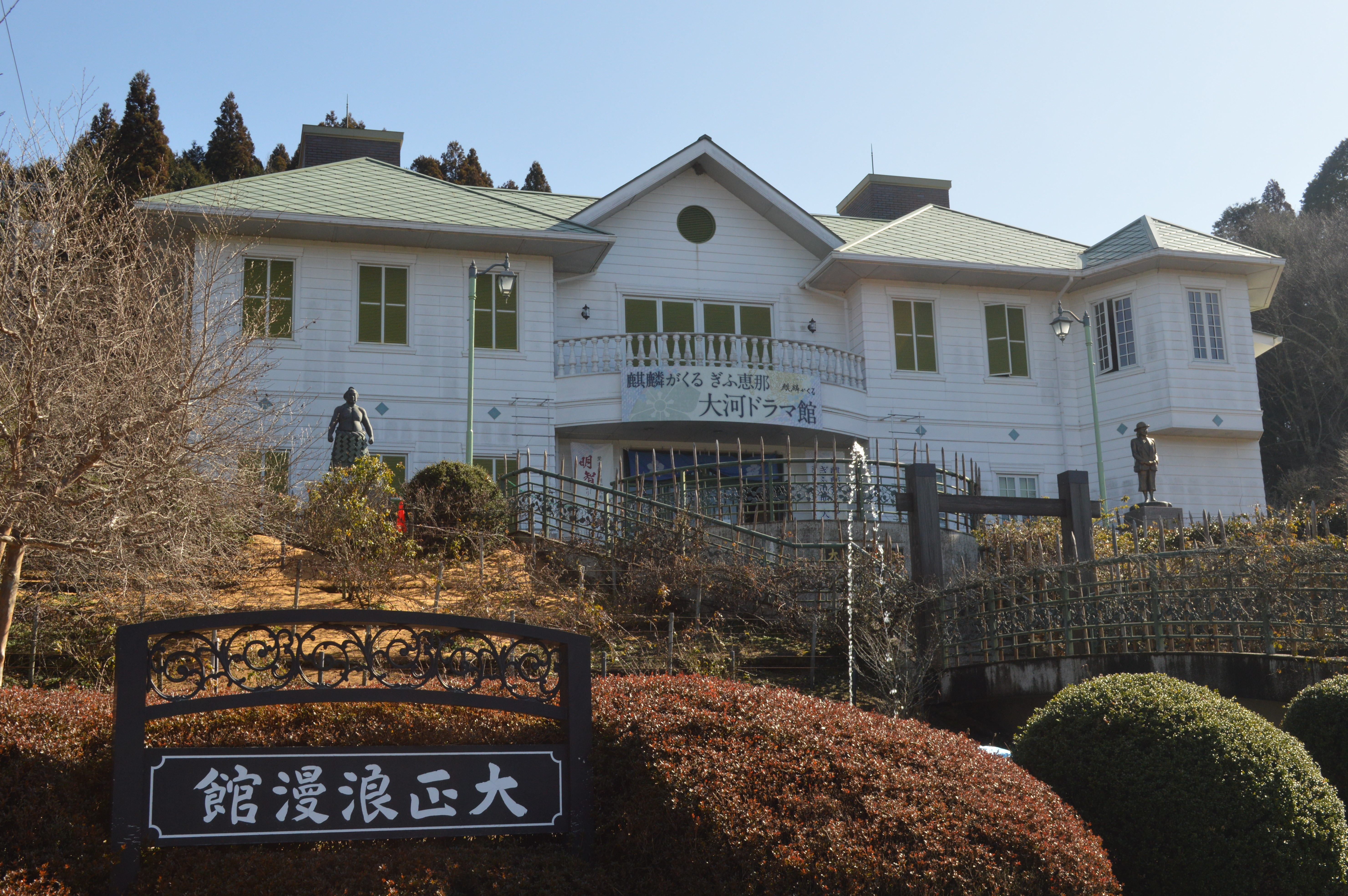
大正ロマン館
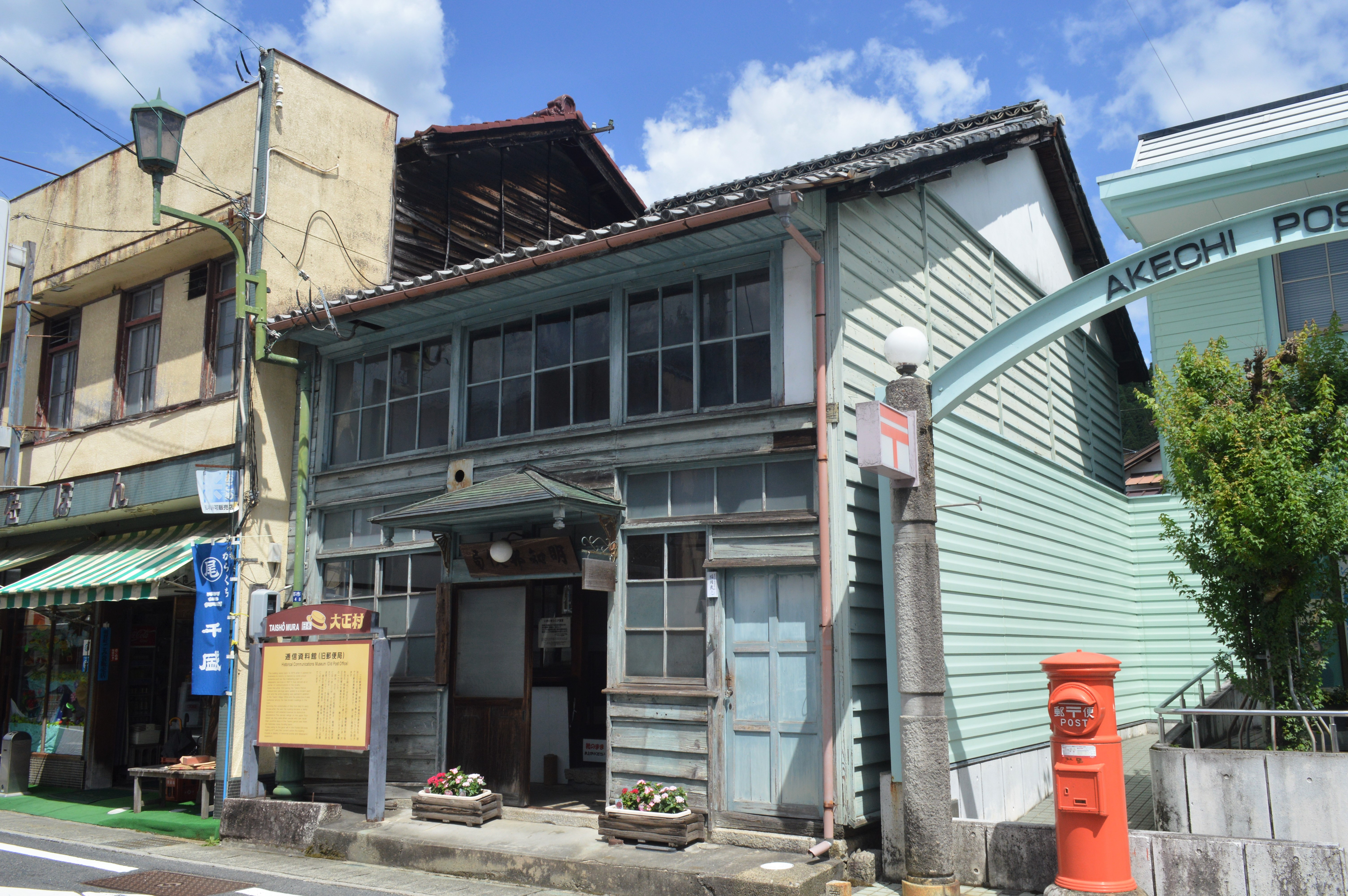
逓信資料館
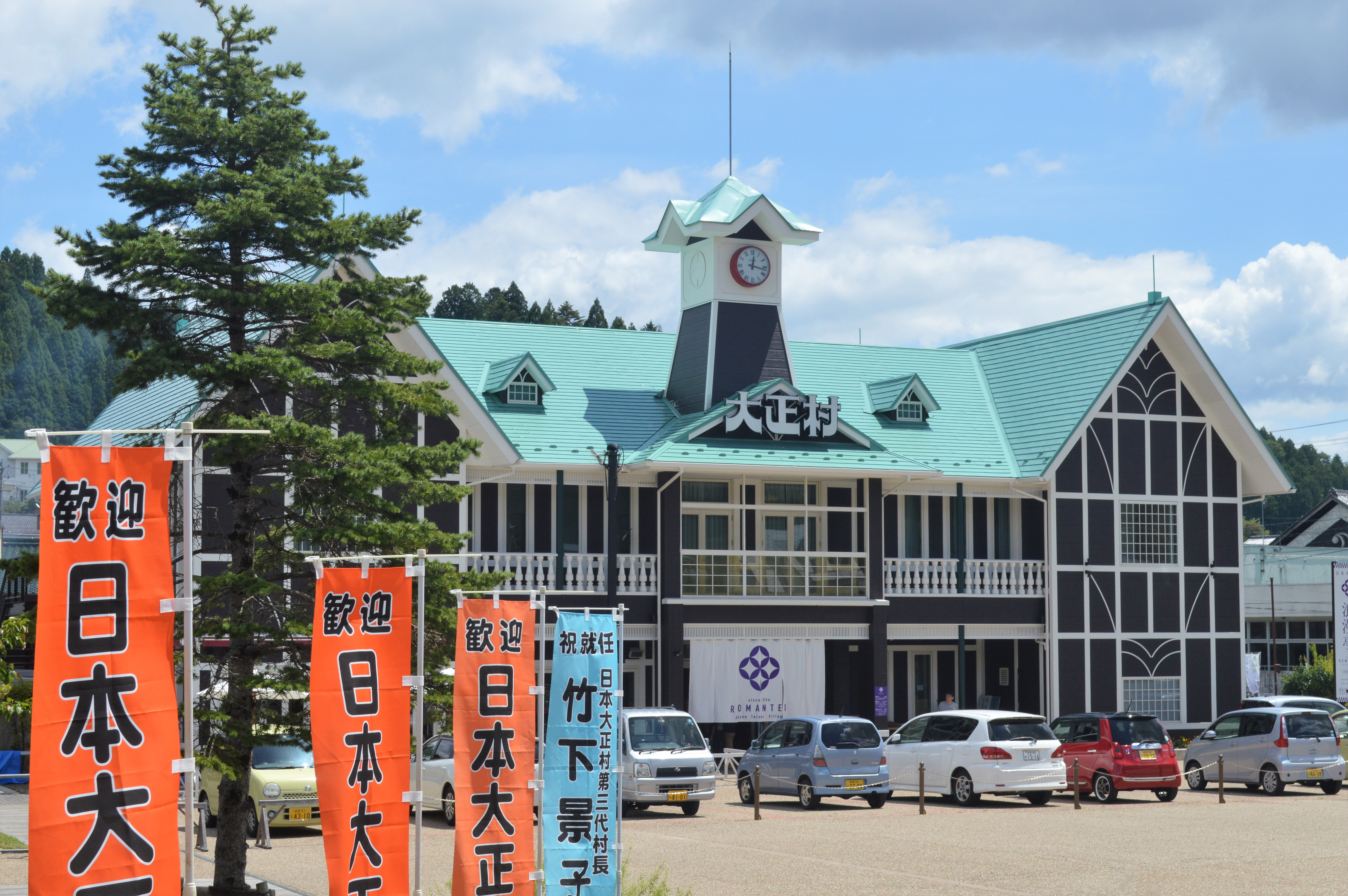
大正村浪漫亭
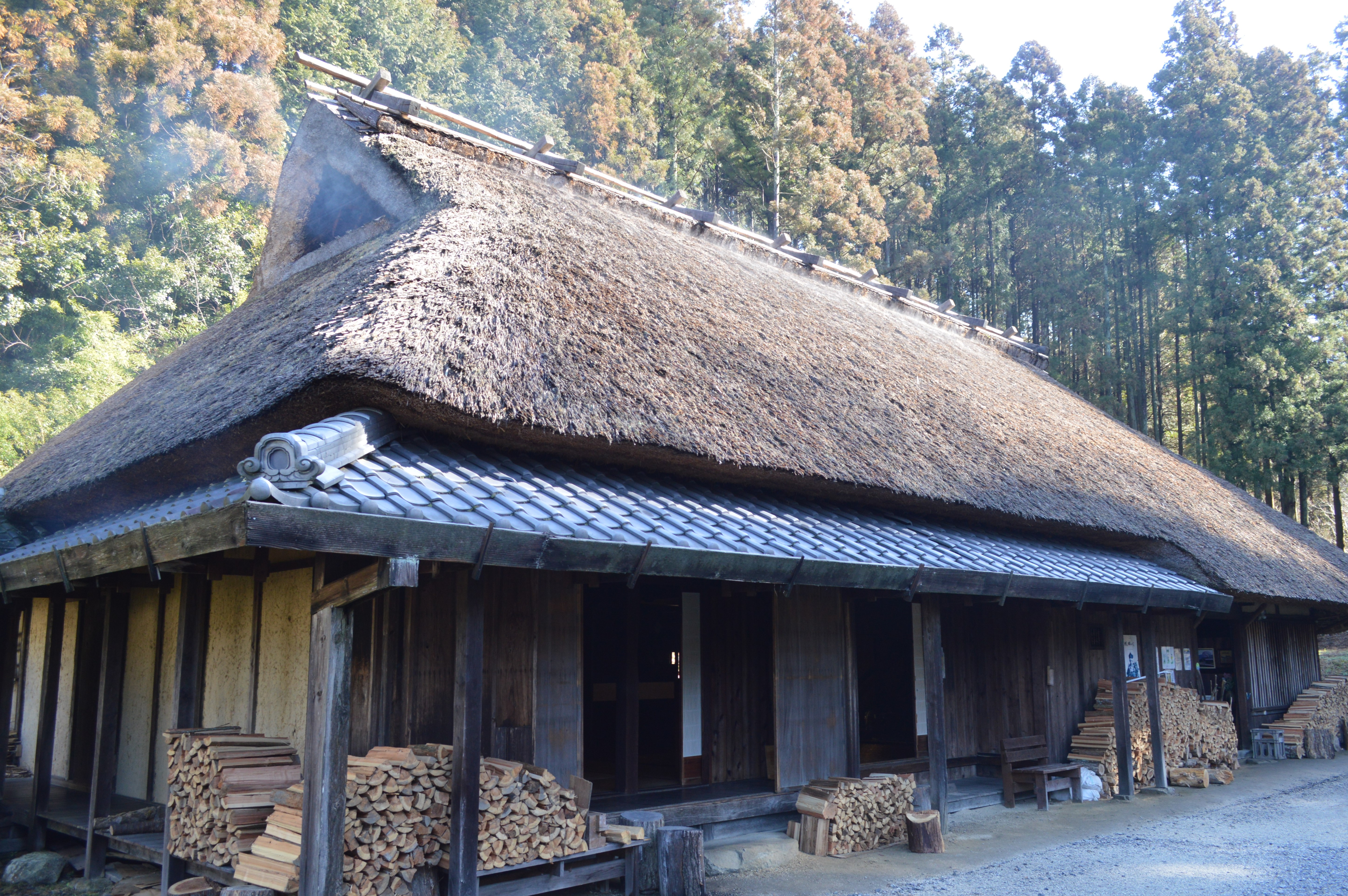
旧三宅家
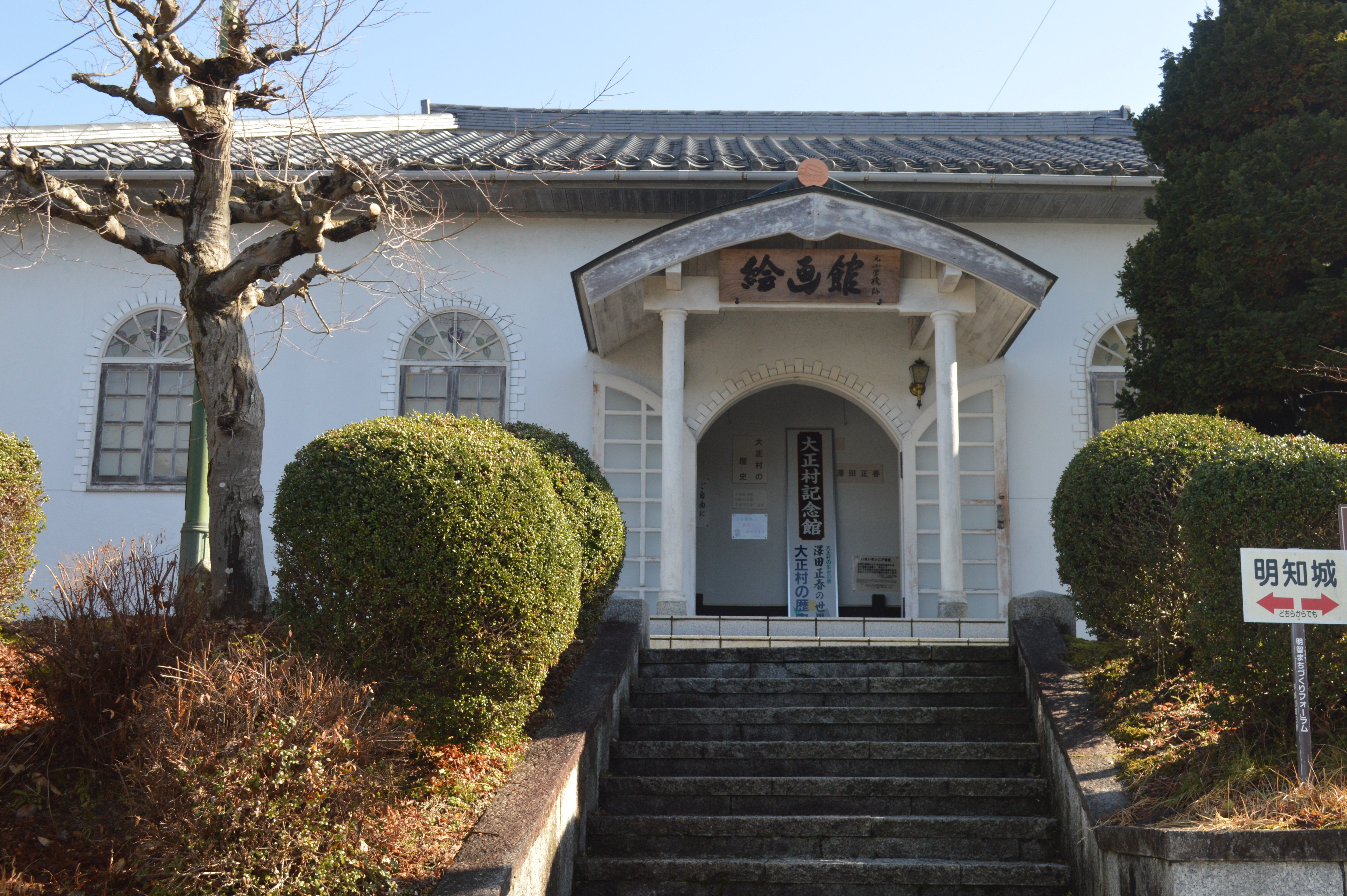
絵画館
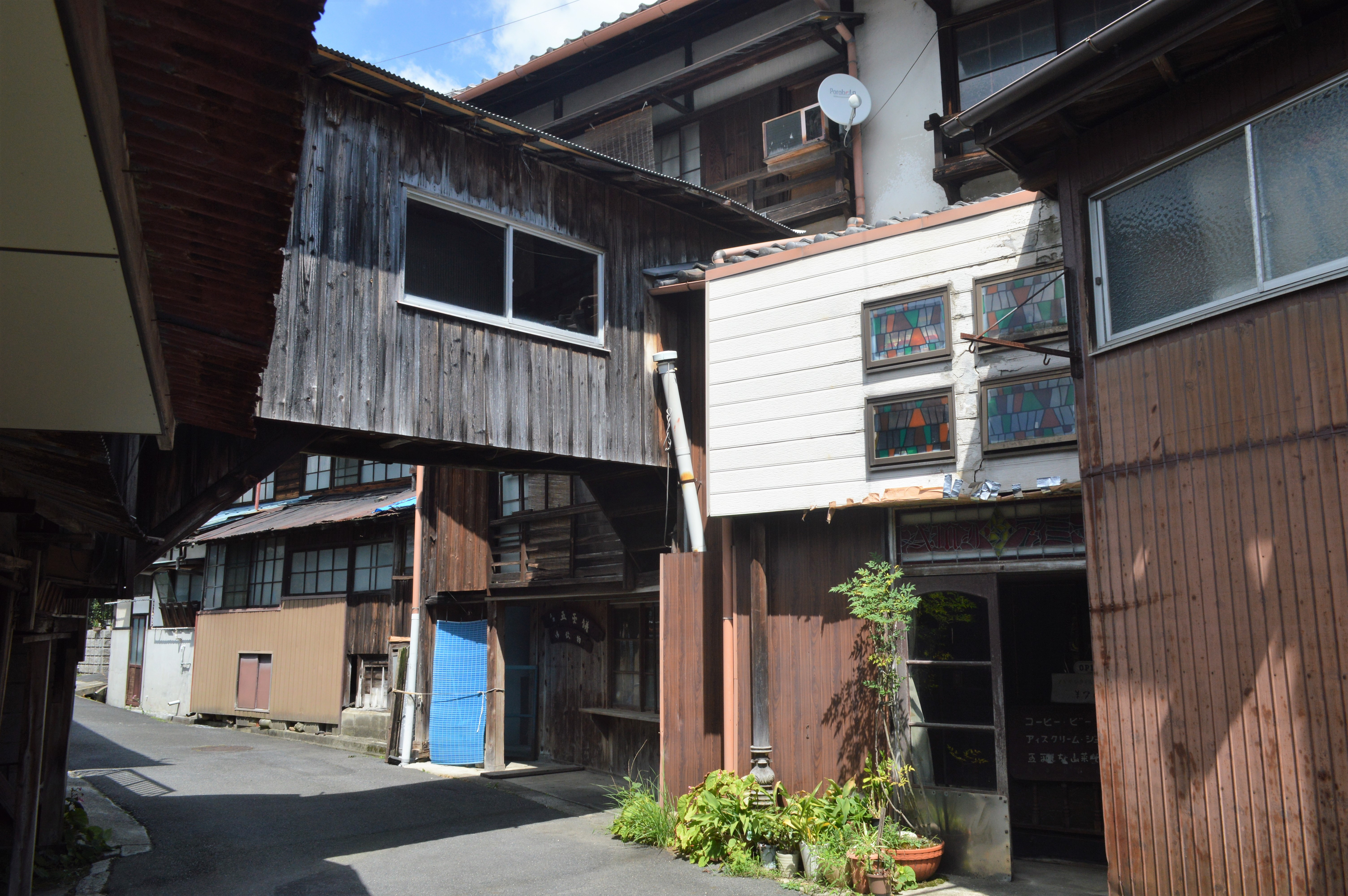
うかれ横丁
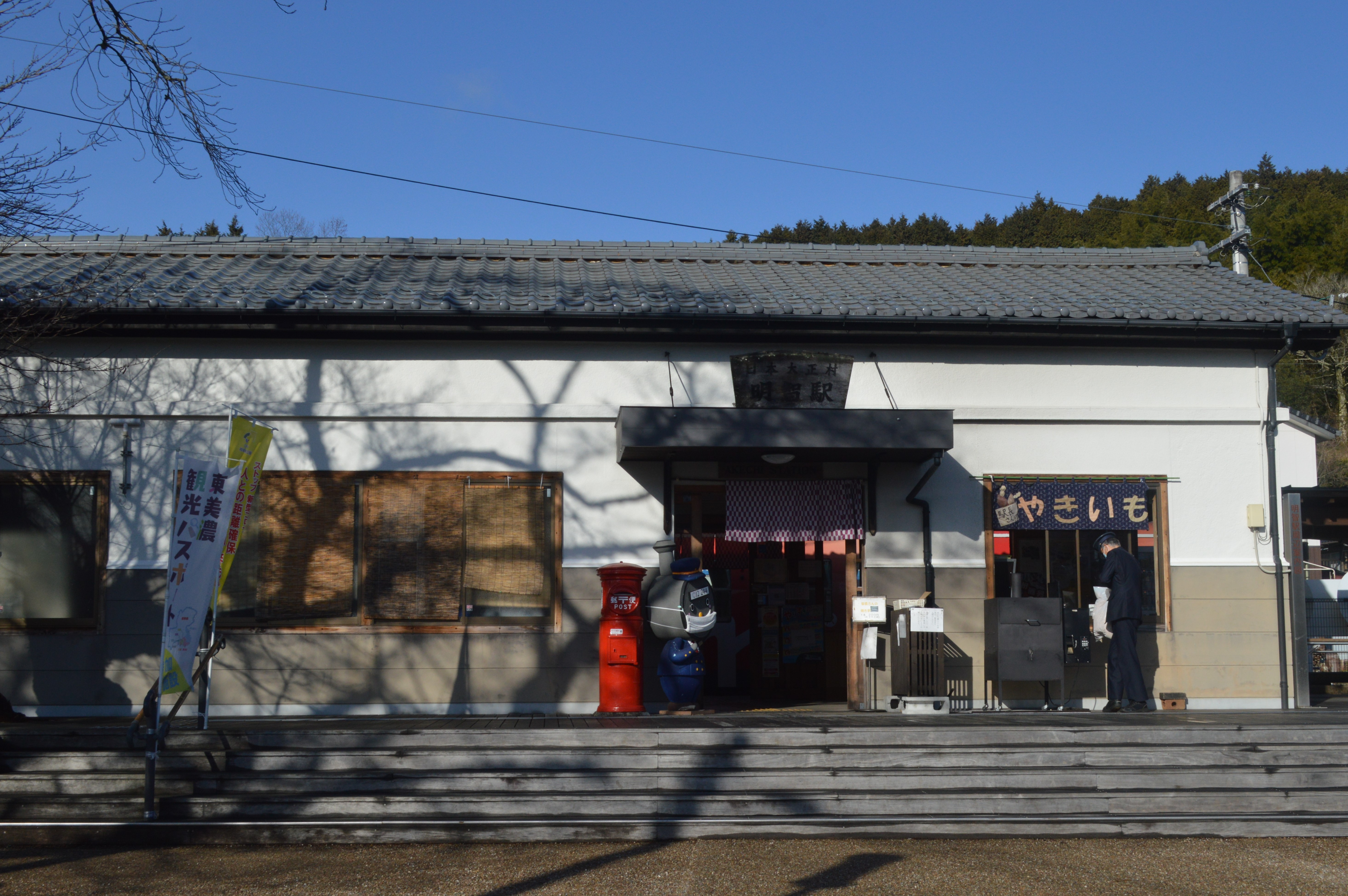
明智駅駅舎

## 受賞歴
- 1986年 神戸市都市問題研究所 宮崎賞[4]
- 1989年 「活力あるまちづくり」自治大臣賞[4]
- 1989年 岐阜県観光地メイクアップ県知事表彰[4]
- 1989年 岐阜新聞大賞[4]
- 1989年 全日本CM協議会CMフェスティルバル優秀賞[4]
- 1990年 矢作川水質保全対策協議会会長表彰[4]
- 1992年 日本旅のペンクラブ「旅のまち」認定[4]
- 1993年 ニューリゾート夢そだて特別優秀賞[4]
- 1996年 「花の都ぎふ」花ざかりコンクール奨励賞[4]
- 1997年 まちかど美術館博物館県知事賞[4]
- 1997年 日本観光振興協会観光事業功労者表彰自治大臣表彰[4]
- 1998年 美しい飛騨美濃景観つくり賞入賞[4]
- 1998年 第5回全日本優秀観光地づくり金賞[4]
- 1999年 岐阜県観光地メイクアップ優秀賞[4]
- 2001年 鉄道思想の普及活動国土交通省・中部運輸局長表彰[4]
- 2003年 第2回「花のくに日本運動」推進大会 奨励賞・花の彩り賞[4]

## アクセス
- 明知鉄道明知線明智駅から徒歩2分